# Clermont Township (Iowa)
Clermont Township est un township, du comté de Fayette en Iowa, aux États-Unis,. 